# Guido Acklin
Guido Acklin (ur. 21 listopada 1969) – szwajcarski bobsleista. Srebrny medalista olimpijski z Lillehammer.
Trzy razy startował na igrzyskach olimpijskich (IO 94, IO 98, IO 02) i podczas pierwszego startu zajął drugie miejsce w dwójkach. Tworzył osadę z pilotem Reto Götschim, razem byli również złotymi i brązowymi medalistami mistrzostw świata.
Jego brat Donat także był olimpijskim medalistą w bobslejach, m.in. członkiem osady która, wyprzedziła parę Götschi-Guido Acklin w 1994.